# Kuta Usang
Kuta Usang is een bestuurslaag in het regentschap Dairi van de provincie Noord-Sumatra, Indonesië. Kuta Usang telt 1007 inwoners (volkstelling 2010).